# فلورنسا ماير
فلورنسا ماير (بالإنجليزية: Florence Meyer)‏ (و. 1911 – 1962 م) هي ممثلة، ومصورة، ونجمة اجتماعية، من الولايات المتحدة الأمريكية، ولدت في مدينة نيويورك، توفيت في لوس أنجلوس، عن عمر يناهز 51 عاماً.